# Jordan Walsh
Jordan Walsh (Dallas, 3 de março de 2004) é um jogador norte-americano profissional de basquete que atualmente joga no Boston Celtics da National Basketball Association (NBA).
Ele jogou basquete universitário pela Universidade do Arkansas e foi selecionado pelo Sacramento Kings como a 38º escolha geral no Draft da NBA de 2023. Logo após o draft, ele foi trocado para os Celtics. Como novato na temporada de 2023–24, Walsh conquistou um título da NBA como reserva.

## Início da vida e carreira no ensino médio
Walsh cresceu em DeSoto, Texas e inicialmente frequentou a Faith Family Academy em Dallas. Em seu terceiro ano, ele teve médias de 18 pontos, 11 rebotes, cinco assistências, 2,4 roubos de bola e 2,3 bloqueios. Walsh foi transferido para a Link Academy em Branson, Missouri, antes do início de seu último ano. Ele teve média de 15,3 pontos, 7,2 rebotes e 3,1 assistências em sua única temporada na Link Academy.

### Recrutamento
Walsh foi um recruta de cinco estrelas e um dos melhores jogadores da classe de 2022. Ele se comprometeu a jogar basquete universitário pela Universidade do Arkansas e rejeitou as ofertas do Texas, Memphis, Arizona State e Kansas.
| Nome | Cidade natal                                                    | Escola            | Altura             | Peso           | Data                  |
| --- | --------------------------------------------------------------- | ----------------- | ------------------ | -------------- | --------------------- |
| Jordan Walsh SF | DeSoto, TX                                                      | Link Academy (MO) | 6 ft 7 in (2.01 m) | 195 lb (88 kg) | 14 de Outubro de 2021 |
| Jordan Walsh SF | Classificação: Rivals: 247Sports: ESPN: ESPN grade: 92          |                   |                    |                |                       |
| Jordan Walsh SF | Classificação geral: 247Sports: 20º \| Rivals: 25º \| ESPN: 11º |                   |                    |                |                       |
| - Nota: Em muitos casos, Scout, Rivals, 247Sports e ESPN podem entrar em conflito em suas listas de altura e peso. Nestes casos, a média foi obtida. As notas da ESPN estão em uma escala de 100 pontos. - Fonte: |                                                                 |                   |                    |                |                       |

## Carreira universitária
Walsh entrou em sua temporada de calouro na Universidade do Arkansas como ala titular. No meio da temporada, ele foi para o banco como reserva principal. Eventualmente, graças ao seu comprimento e capacidade atlética, Walsh voltou ao time titular e se tornou um dos principais defensores da equipe. Em sua única temporada pelo Arkansas, Walsh teve médias de 7,1 pontos, 3,9 rebotes e 1,1 roubos de bola. Em 19 de abril de 2023, ele se declarou para o Draft da NBA de 2023.

## Carreira profissional

### Boston Celtics (2023–Presente)
Walsh foi selecionado pelo Sacramento Kings como a 38ª escolha geral do Draft da NBA de 2023 e foi posteriormente negociado com o Boston Celtics. Em 6 de julho de 2023, ele assinou um contrato de quatro anos e US$ 7,6 milhões com os Celtics. Em 31 de outubro, Walsh foi designado para o Maine Celtics da G-League.
Em 17 de janeiro de 2024, Walsh fez sua estreia na NBA e registrou 4 rebotes nos 3 minutos finais da vitória por 117-98 contra o San Antonio Spurs. Em 4 de fevereiro de 2024, ele marcou seus primeiros dois pontos na NBA na vitória por 131-91 contra o Memphis Grizzlies no TD Garden. Walsh se tornou campeão da NBA quando os Celtics derrotaram o Dallas Mavericks em 5 jogos nas Finais da NBA.

## Estatísticas da carreira

### NBA

#### Temporada regular
| Ano     | Equipe   | PJ | PT | MPJ | AP   | 3P   | LL   | RT  | AS | BR | TO | PPJ |
| ------- | -------- | -- | -- | --- | ---- | ---- | ---- | --- | -- | -- | -- | --- |
| 2023–24 | Boston † | 9  | 1  | 9.2 | .400 | .222 | .500 | 2.2 | .6 | .6 | .1 | 1.7 |

#### Playoffs
| Ano  | Equipe   | PJ | PT | MPJ | AP   | 3P   | LL | RT | AS | BR | TO | PPJ |
| ---- | -------- | -- | -- | --- | ---- | ---- | -- | -- | -- | -- | -- | --- |
| 2024 | Boston † | 3  | 0  | 3.8 | .333 | .000 | —  | .7 | .0 | .0 | .0 | .7  |

### Universitário
| Ano     | Equipe   | PJ | PT | MPJ  | AP   | 3P   | LL   | RT  | AS | BR  | TO | PPJ |
| ------- | -------- | -- | -- | ---- | ---- | ---- | ---- | --- | -- | --- | -- | --- |
| 2022–23 | Arkansas | 36 | 22 | 24.4 | .433 | .278 | .712 | 3.9 | .9 | 1.1 | .5 | 7.1 |

Fonte:

## Prêmios e Homenagens
NBA
- Campeão da NBA: 2024

## Vida pessoal
Walsh tem alopecia universalis, uma doença autoimune que impede o crescimento de pelos no corpo.